# Подільська театральна бібліотека
«Подільська театральна бібліотека» — кооперативне видавництво в Тернополі.

## Історія
Діяло в м. Тернопіль у 1926—1938 роках. Видавець і головний редактор — Володимир Мартиневич — редактор тернопільського видавництва «Поділля», котре працювало на тій самій організаційній основі, що й «Подільська театральна бібліотека».
Основне завдання видавництва — публікація та розповсюдження драматичних творів для аматорських театрів. Друкували класичні п'єси, твори малознаних авторів та інші.
Володимир Мартиневич опублікував власні драматичні твори: «Міщане» (1925), «Досиджувала посагу (Весілля з поправками)» (1927), «Живі покійники (З тамтого світа)», «Трьох до вибору» (обидва — 1928) та інші.
Накладом «Подільської театральної бібліотеки» видано твори Михайла Старицького «Маруся Богуславка», Якова Косовського «Заклятий яр», «Вовкулака», «Довбуш», інсценізації Петра Франка за повістями Івана Франка «Захар Беркут» (1928) і «Борислав сміється» (1930), твори В. Чубатого, І. Мілковського, С. Бучака, Я. Водяного, С. Білої, Бориса Грінченка та інших.
Видавництво мало серію видань «Діточий театер», в якій випустило п'єси Є. Рудого: «Ще ся той не вродив, щоб усім догодив» за Сидором Воробкевичем (1927); «Русалка-бжілка» — драма на три дії за Ф. Томеком (1928) та інші.
Розповсюджувало також книги українських видавництв: книгарні й антикварні ім. Лесі Українки, книгарні «Будучність» (усі — м. Тернопіль), НТШ, видавництва «Русалка», «Просвіти» (всі — м. Львів), «Українського слова» (м. Берлін) та інших.
На багатьох виданнях «Подільської театральної бібліотеки» місцем публікації зазначено Львів–Тернопіль–Нью-Йорк, Львів–Тернопіль–Провіденце, Львів–Тернопіль–Майдан, Львів–Тернопіль–Коломия — залежно від адреси друкарні; більшість видань — із тернопільських друкарень Салєвича і С-ки та В. Крелля.